# Peanuts
A Peanuts egy amerikai képsor, amelynek írója és rajzolója Charles M. Schulz. A képregény 1950. október 2-án jelent meg először és 2000. február 13-án, Schulz halála után egy nappal ért véget. Ezek a képregények voltak az elsők, amelyekben a szereplők saját kidolgozott karaktert kaptak, valamint a szereplők más-más életszemlélettel rendelkeztek, amelyet sajátos humorukon keresztül ismertettek az olvasóval. Amerikában kezdetben hétköznaponta jelentek meg részei, később vasárnaponta is. Magyarországra csak 40 év késéssel jutott el a sorozat, ráadásul nem egészében, hanem válogatásokban.

## A címe
A Peanuts korai őse Schulz Li’l Folks című képregénye, amit kezdetben csak a városának újságaiban jelent meg és 1947-től 1950-ig futott. Schulz ezután beküldte egy nagyobb amerikai újságszerkesztőséghez, akik kíváncsian fogadták. Ugyanakkor a cím "Li’l Folks" jogi akadályokba ütközött, mert már volt egy képregény hasonló névvel, így végül megváltoztatták Peanuts-ra. A cím szó szerint "földimogyoró", de jelentésében itt sokkal inkább "apróság", mivel a történet gyerekek hétköznapjaiba enged betekintést. Schulz ki nem állhatta ezt a nevet, és meg is jegyezte, hogy ennek a címnek csak akkor lenne értelme, ha valamelyik szereplőt "Peanuts"-nak hívnák. Magyarországon leginkább Snoopy nevével hivatkoznak rá.

## Szereplők

### Snoopy
A Peanuts képregények egyik állandó főszereplője, Charlie és Sally Brown beagle kutyája. Snoopy kedvenc barátja Woodstock, akivel órákon át el tudnak filozofálgatni az élet nagy dolgain. Egy vidám, gondtalan kutya, aki egész nap kutyaháza tetején heverészve álmodozik. Mivel nagyon élénk a fantáziája, mindig új személyiséget talál ki magának, mint például Joe Cool, az első világháborús sztárpilóta, a Marcona Kalóz, az Irodalomprofesszor, az Idegenlégiós stb. Beszélni nem tud, a feje felett megjelenő gondolatbuborékok "beszélnek" helyette (a beszéd ugyanezen módozata jelenik meg a Garfield képsorokban is). Mindig középpontban van, mert mindenki szereti. A csokis süti a kedvenc kajája, és minden sportágban istenáldott tehetség – kivéve a golfot.

### Woodstock
Snoopy hűséges bizalmasa, titkára és segítője, ugyanakkor az eb tréfáinak állandó céltáblája. Meglehet, hogy Woodstock logikai készsége, repülési tudománya, egyensúlyérzéke hagy némi kívánnivalót maga után, de ő Snoopy legjobb barátja. Vesszőcskére hasonlító nyelvén remekül kommunikál Snoopyval, és állítólag csiripelni is tud. Pici madár lévén utál minden nagyméretű, repülő tárgyat, de leginkább a kalitkákat és a macskákat. Szívesen van együtt a többi kismadárral, Bill-lel, Oliverrel, Harriett-tel és Conráddal.

### Charlie Brown
Snoopy gazdája, a képregény egyik főszereplője. Pepermint Patty-t leszámítva mindenki a teljes nevén hívja, és mindig ikonikus sárga (a korai képregényekben időnként piros vagy narancssárga) fekete cikk-cakkos golfpólót visel. Bár úgy tűnik, hogy soha semmi sem sikerül neki, mégis szüntelenül próbálkozik. Jószándékú, de hajlamos túlaggódni a dolgokat, és depresszióba esni. Meggyőződése, hogy senki sem szereti. Legközelebbi barátai Linus és Schoeder.

### Lucy Van Pelt
Lucy Linus nővére. Legtöbbször önző, bárkit szívesen kioktat vagy ellát egy-két kéretlen jótanáccsal. Nagyhangú és zsémbes, azonban önmagát gyönyörűnek és tökéletesnek látja. Kisöccsével többnyire kíméletlenül bánik, ki nem állhatja a "buta takaróját", többször megpróbált megszabadulni tőle. A takarótól. Bár időnként Linustól is. A képregény egyik visszatérő vicce, hogy az amerikai focilabdát elhúzza Charlie Brown elől, mielőtt még belerúghatna. Az utcán egy pszichológus bódét állított fel, ahol 5 centért néha hasznos, néha haszontalan tanácsokat osztogat. Leggyakoribb "páciense" Charlie Brown. Egyetlen gyengéje Schroeder.

### Linus Van Pelt
Linus Lucy idősebb kisöccse, nővére rosszkedvének leggyakoribb  áldozata. Linus koraérett és értelmes, gyakran fogalmaz meg filozófikus gondolatokat az élet dolgairól, irodalomról, művészetről, vagy akár teológiáról. Linus többnyire szelíd és türelmes. Takaróját mindenhova magával cipeli, időnként leül, a takarót az arcához szorítja és a hüvelykujját szopja, mert ez megnyugtatja. Ha a takarót elveszik tőle, szörnyű pánikba esik .

### Sally Brown
Charlie Brown kishúga. Charlie Brown annyira boldog és büszke volt kishúga születésekor, hogy még a csokiszivarokról is leszokott örömében. Azóta is szereti és próbálja megérteni húgát. Sally mindenhol, mindenben a könnyebbik utat és megoldást keresi, főleg az iskolában. Gátlástalan és koraérett. Szerelme Linus, akit csak az "édes babboo"-jának nevez. Linus viszont sosem viszonozza az érzelmeit. Sallynek leginkább a bátyját, Charlie Brownt sikerül mindig az ujja köré csavarnia, ha el akar érni valamit.

### Rerun Van Pelt
Linus és Lucy kisöccse. Nevét magyarul leginkább "ismétlés"-nek lehetne lefordítani. Testvérei nevezték el így, mikor Lucy megtudta, hogy újabb kistestvére született és a helyzetet "Rerun"-nak hívta, hiszen éppen előtte hajította ki Linust a házból. Lucy végül mégis csak kedvesebben bánik Rerunnal, mint Linussal valaha is. Rerun szeret rajzolni, szókimondó és minden vágya, hogy végre kaphasson egy saját kutyát. Legtöbbször édesanyja biciklijének gyerekülésén jelenik meg. Ki nem állhatja ezeket az utakat, mert édesanyja nem a legügyesebb biciklista és útjuk gyakran vezet át bukkanókon, alacsony faágakon, vagy épp mérges kutyák és kaminok mellett. 

### Schroeder
Egy kisfiú, akinek a komolyzene és Beethoven az élete. Legtöbbször játékzongoráján játszik. Lucy rendszeresen látogatást tesz nála, a zongorájára könyököl és mondja a mondandóját, de Schroeder [ejtsd Shrőder] legtöbbször könnyűszerrel figyelmen kívül hagyja. A Jazz zenétől irtózik, apró részletekbe menőkig ismeri Beethoven életét és őt tekinti példaképének. Schoeder őszinte, még ha néha meg is sért másokat, de védelmező a barátaival szemben. 

### Peppermint Patty
Teljes neve Patricia Reichardt, de csak Pepermint Patty-nak becézik. Az órákat mindig átalussza, így elég rosszak a jegyei. Leggyakoribb jegye a "D",  ami Magyarországon egy 2-es alá jegynek felel meg. Ellenben igazán sportos, nemcsak baseball-csapatát irányítja, hanem rögbizik és korcsolyázik is. Nem túl okos, Snoopy-t "vicces kinézetű, nagy orrú gyerek"-nek hívja, és egészen sokáig nem is sikerül rájönnie, hogy Snoopy egy kutya. Van egy nagyon különös szokása: mindig szandált visel, még télen is. Patty szerelmes Charlie Brownba, akit Chuck-nak [ejtsd Csákk] hív. Gyakran ülnek egy fa alatt és beszélgetnek, de Patty kisebb-nagyobb utalásai elszállnak Charlie Brown feje fölött. Patty-t zavarja, hogy nagy az orra és szeplős, ezért időnként azon aggódik, hogy lesz-e valaha valaki, aki szerelmes lesz belé. Legjobb barátja Marcie.

### Marcie
Pepermint Patty legjobb barátja, okos, könyvmoly. Patty-t nemes egyszerűséggel "uram"-nak szólítja, és bár Patty többnyire hagyja, azért többször rászólt, hogy ne hívja így. Marcie is szerelmes Charlie Brownba. A Peanuts filmben Marcsi nevet kapott.

### A leggyakrabban feltűnő mellékszereplők
- Franklin
- Pig Pen, magyar becenevén "Malac"
- Patty (nem tévesztendő össze Pepermint Patty-vel!)
- Violet
- Patty
- Frieda
- Shermy

## Filmek
- Barátom, Charlie Brown (1969)
- Snoopy, gyere haza! (1972)
- Fuss, ha kedves az életed, Charlie Brown! (1977)
- Jó utat, Charlie Brown! (…és vissza se gyere!) (1980)
- A boldogság egy meleg takaró, Charlie Brown (2011, DVD)
- Snoopy és Charlie Brown – A Peanuts film (2015)

## Külső hivatkozások
- Official Peanuts Website
- Charles M. Schulz Museum and Research Center
- Snoopy.lap.hu – linkgyűjtemény